# Serpula urnae
Serpula urnae är en ringmaskart som först beskrevs av Montagu 1803.  Serpula urnae ingår i släktet Serpula och familjen Serpulidae. Inga underarter finns listade i Catalogue of Life.